# Heřmanův Městec
Heřmanův Městec là một thị trấn thuộc huyện Chrudim, vùng Pardubický, Cộng hòa Séc.